# Huracán Easy (1951)
El huracán Easy fue el ciclón tropical más fuerte de la temporada de huracanes en el Atlántico de 1951. Fue un huracán de tipo caboverdiano que no tocó tierra, convirtiéndose en el segundo de los tres huracanes atlánticos de categoría 4 que no lo hicieron, junto con Dog y Cleo. El quinto ciclón tropical, el cuarto huracán, y el cuarto gran huracán de la temporada de 1951, se formó a 1610 kilómetros al oeste de Cabo Verde el 2 de septiembre de dicho año. Easy fue creciendo gradualmente hasta convertirse el 3 de septiembre en un huracán mientras se movía en dirección noroeste a través del océano Atlántico. El 5 de septiembre, Easy subió a la categoría 3 con vientos de hasta 185 km/h, y el huracán llegó a su máxima intensidad el 7 de septiembre, logrando vientos de hasta 260 km/h. El ciclón giró hacia el norte, completando dicho giro el 8 de septiembre. Easy se fue debilitando lentamente, pasando a 190 kilómetros de Bermudas el 9 de septiembre. Easy continuó en dirección noreste y fue declarado extratropical el 12 de septiembre. El huracán no causó daño personal alguno, aunque sí que causó desperfectos a algunos barcos.

## Historia meteorológica
El 2 de septiembre se formó una pequeña tormenta tropical al este del océano Atlántico. Easy fue detectado por primera vez por el barco de vapor Barn, que detectó la presencia de un sistema. Al principio, el ciclón tropical se desplazaba generalmente hacia el oeste, y alcanzó el estado de huracán el 3 de septiembre. El progreso de Easy fue seguido por un avión cazahuracanes durante los días siguientes. El 4 de septiembre, el huracán siguió reforzándose, y subió a la categoría 2. El 5 de septiembre subió de nivel, y continuó haciéndose más grande durante las 48 horas siguientes. Easy siguió avanzando, y giró hacia el oeste a 1045 kilómetros al noreste de Anguila. El 6 de septiembre, los vientos de Easy llegaron a alcanzar hasta 225 km/h, además de alcanzar su mínima presión registrada, de 957 mbar. Más tarde, Easy alcanzó su intensidad máxima estimada, de 260 km/h, el 7 de septiembre. En ese momento, debido a la gran intensidad del huracán, el cazahuracanes tomó precauciones, y los vientos más fuertes de Easy fueron registrados al sur del ojo del huracán. La gran fuerza de los vientos obligó a girar al avión, aunque los vientos habían sido más fuertes anteriormente; estimaciones no oficiales sitúan la velocidad de los vientos entre los 260 y 320 km/h.
El ciclón comenzó a girar de nuevo, y mantuvo el estado de categoría 5 durante 18 horas. El 8 de septiembre, Easy se debilitó y descendió a la categoría 4, además de girar hacia el noreste. Más tarde, Easy se encontró con cizalladuras del huracán Fox, y los vientos de Easy bajaron de velocidad. Esto alejó a Easy de las masas de tierra que tenía cerca de él. El 9 de septiembre, volvió a caer de categoría y dejó de ser considerado un gran huracán, pasando poco después por el sudeste de Bermudas. El 10 de septiembre, Easy pasó a ser un huracán de categoría 1, y giró hacia el este el 11 de septiembre. El 12 de septiembre, Esay pasó a ser considerado una tormenta extratropical, aunque todavía produjera vientos de fuerza propia de un huracán. Sus fuertes vientos se debilitaron finalmente el 13 de septiembre, y lo que quedó del sistema giró hacia el norte. Easy se disipó finalmente durante aquel mismo día.

## Preparativos e impactos
El 9 de septiembre se esperaba que el huracán pasara cerca de Bermudas y que los fuertes vientos del huracán acecharan a la isla. Se esperaba que el huracán girara hacia el noreste debido a las interacciones que tendría con el huracán Fox. El servicio meteorológico aconsejó a los habitantes de la isla que tomaran medidas preventivas para refugiarse de la tormenta; los turistas y los habitantes trabajaron febrilmente para completar a tiempo todos los preparativos, y las Fuerza Aérea de los Estados Unidos emitió "una advertencia formal al mediodía." Numerosos hoteles y casas fueron equipados con contraventanas. El tráfico entorpeció las evacuaciones, y 100 turistas fueron dejados en la isla sin viaje de ida y vuelta. El avión de las Fuerzas Aéreas volvió a los Estados Unidos, y el personal aseguró varias instalaciones de la isla.
El ciclón giró bruscamente lejos de la isla, antes de causar graves daños. Se estimó que los vientos más fuertes fueron de entre 40 y 80 km/h. Las líneas telefónicas permanecieron intactas, y varios plataneros fueron arrancados de cuajo por el viento.
A principios de los años 1950, el alfabeto fonético conjunto Ejército/Armada fue utilizado para nombrar a ciclones tropicales atlánticos hasta que las listas de nombres pasaron a contener tan solo nombre femeninos en 1953, por lo que el nombre de Easy no fue retirado.